# Erissus validus
Erissus validus är en spindelart som beskrevs av Simon 1895. Erissus validus ingår i släktet Erissus och familjen krabbspindlar. Inga underarter finns listade i Catalogue of Life.